# Leonard Mullins
Leonard Mullins (21 de maio de 1918 - 19 de setembro de 1997) foi um investigador na área da reologia.
É mais conhecido pela descoberta do efeito Mullins.